# Walda Giyorgis
Walda Giyorgis (amharisch ወልደ ጊዮርጊስ) war vom 18. Mai bis zum 21. Mai 1721 Negus Negest von Äthiopien. Er war ein Sohn des Kaisers Jesus I. und Halbbruder von Tekle Haymanot I., David III. und Asma Sagad.
Nach dem Tod seines Bruders David wurde er durch Ras Bitwodad Giyorgis und dessen Anhänger am 18. Mai 1721 zum Kaiser erklärt. Sowohl der Klerus als auch der Adel standen Walda Giyorgis gegenüber und riefen ihrerseits seinen Bruder Bakaffa zum Kaiser aus.
Als Bakaffa 1730 starb, war er ein weiteres Mal Kandidat für den Thron, wurde jedoch wiederum vom Adel zugunsten seines Neffen Jesus II. zurückgestellt.
| Vorgänger  | Amt                       | Nachfolger |
| ---------- | ------------------------- | ---------- |
| David III. | Kaiser von Äthiopien 1721 | Asma Sagad |

| Personendaten    | Personendaten       |
| ---------------- | ------------------- |
| NAME             | Walda Giyorgis      |
| ALTERNATIVNAMEN  | ወልደ ጊዮርጊስ           |
| KURZBESCHREIBUNG | äthiopischer Kaiser |
| GEBURTSDATUM     | vor 1721            |
| STERBEDATUM      | nach 1730           |